# Yusuke Tanaka (3 februari 1986)
Yusuke Tanaka (Fukuoka, 3 februari 1986) is een Japans voetballer.

## Carrière
Yusuke Tanaka speelde tussen 2004 en 2011 voor Avispa Fukuoka. Hij tekende in 2012 bij JEF United Ichihara Chiba.